# Maria Bolena
Maria Bolena (em inglês: Mary Boleyn; c. 1499/1502 – 19 ou 30  de julho de 1543) foi uma dama da corte, filha de Tomás Bolena, Conde de Wiltshire, e de Isabel Howard, filha do Duque de Norfolk. Ela era irmã mais velha de Ana Bolena, rainha consorte da Inglaterra.
Maria teve destaque em sua época por ter sido amante do rei Henrique VIII da Inglaterra, além de ter sido irmã da segunda esposa do rei Henrique, a rainha Ana.

## Vida

### Na corte francesa
Em 1514, ela e a irmã Ana Bolena, que estava estudando nos Países Baixos, com aproximadamente 11 e 10 anos de idade, respectivamente, foram enviadas para a corte francesa como damas da princesa inglesa Maria Tudor, de 18 anos, que casar-se-ia com o rei da França, Luís XII. Luís morreu poucos meses depois, sem deixar herdeiros, e sua filha, Cláudia de Valois casou-se com o novo rei Francisco I, tornando-se sua consorte, já que não poderia reinar devido à lei sálica.
Ana Bolena permaneceu na França para servir à rainha Claudia; Maria regressou à Inglaterra. 

### Na corte inglesa
Maria contraiu matrimónio no Palácio de Greenwich aos doze anos com William Carey, ainda que tenha sido compelida a adiar a celebração nupcial em deferência aos interesses familiares. Com a chegada de Ana Bolena à corte inglesa, a Rainha Catarina manifestou desagrado, visto que não nutria simpatia pelos franceses; a sua dama de companhia predileta era Maria Bolena. Durante um baile de máscaras organizado pelo Master of the Revels, Maria viu-se na contingência de dançar com o rei sem saber a sua verdadeira identidade, dado que este se encontrava mascarado. Enquanto bailava com Henrique VIII, este perguntou-lhe a opinião sobre o monarca, ao que Maria respondeu que ele era o mais digno soberano que o país já conhecera, sendo para ela uma honra e um privilégio estar na corte. Após a retirada das máscaras, Maria desmaiou ao perceber que estava conversando com o Rei de Inglaterra, aumentando o interesse de Henrique por ela. Pouco tempo depois, Maria foi instruída pela família a corresponder aos avanços do rei, que a chamou para seus aposentos. Dessa relação resultaram Catarina e Henrique, aos quais foi atribuído o sobrenome Carey devido ao casamento de Maria com William ainda em vigor.
Ana era conhecida na corte como uma mulher encantadora, e Henry Percy, de Northumberland, rendeu-se aos seus encantos, pedindo-a em casamento sem o conhecimento da família. Seguindo a ideia de Ana, decidiram casar discretamente na presença de duas testemunhas e consumar o matrimónio para evitar qualquer contestação à sua validade.
Em 1526, o rei Henrique VIII apaixonou-se perdidamente por Ana Bolena. Ao contrário de Maria, Ana recusou-se a ser amante do rei e, inteligente como era, não cedeu facilmente, ambicionando tornar-se rainha de Inglaterra. Movido pela paixão e pela necessidade de um herdeiro varão, Henrique tentou obter o divórcio de Catarina de Aragão para desposar Ana. A Igreja Católica negou-lhe a anulação.
No entanto, o Cardeal Wolsey, Thomas Bolena e Thomas Howard souberam da situação e discordaram, acelerando o casamento de Henry Percy com Mary Talbot. Mais tarde, quando Catarina de Aragão já não era rainha e Inglaterra se preparava para receber Ana Bolena, Mary Talbot afirmou que o matrimónio era inválido devido a um acordo pré-nupcial entre Henry Percy e Ana Bolena, embora Ana tenha negado tudo a Henrique.
Durante o verão de 1528, uma epidemia de suor maligno assolou a Inglaterra, ceifando centenas de vidas. Ana contraiu a doença, mas sobreviveu. O marido de sua irmã, William Carey, porém, não teve a mesma sorte e faleceu.

### Maria em Rochford
Em 1533, finalmente ocorreu o casamento entre Ana Bolena e Henrique VIII. Maria também acabaria por se casar nesse ano, mas de modo bem menos glamouroso: seu noivo chamava-se William Stafford e era um serviçal de seu tio, Thomas Howard. O casamento por amor foi realizado escondido e às pressas, e teve como consequências a fúria da família Bolena. Maria era a irmã da rainha da Inglaterra e podia, por isso, fazer um casamento financeiramente bem mais vantajoso. O jovem casal foi então banido da corte.
Maria e Stafford foram então viver no campo, em Rochford. Ela logo engravidou, dando à luz uma menina chamada Ana. Em 1535, nasceria o segundo filho do casal, Edward.
Mas permanecia aflita para retornar à corte. Escrevia frequentemente ao rei e ao chanceler, Thomas Cromwell, implorando por clemência. Quem acabou por ceder foi sua irmã Ana, que enviou-lhe uma xícara dourada e um pouco de dinheiro, ocorrendo assim uma reconciliação íntima entre as duas. Maria então retornou à corte com sua família.

### De volta à corte
Ana precisava da sua ajuda. Após dar à luz Isabel, ela não conseguia manter uma gestação até o fim, o que estava deixando o rei novamente apreensivo em ter um herdeiro varão. Henrique começava a desviar o seu interesse para outras mulheres da corte, e para desespero da família Bolena, começou a relacionar-se com uma jovem aia, Joana Seymour, o que diminuiu drasticamente a influência de Ana sobre ele.
Ele agora desejava casar-se com Joana. Thomas Cromwell, que havia ajudado Ana a ascender, agora era o responsável por sua queda, apresentando acusações inteiramente falsas contra a rainha.
Ana foi condenada por traição, acusada de incesto (diziam-se que ela mantinha relações com o irmão, Jorge) e adultério. Jorge também foi acusado das mesmas coisas e ainda de sodomia, por apresentar tendências homossexuais. Seus supostos parceiros também foram julgados, culpados e executados. Ana e Jorge foram presos e depois decapitados na Torre de Londres, em 19 de maio de 1536 e 17 de maio de 1536, respectivamente, na presença da desesperada Maria. Henrique logo casou-se com Joana Seymour, que foi a terceira das suas seis mulheres.
Maria regressou a Rochford.

### Vida “pós-Ana”
Com a morte dos seus pais (em 1538 e 1539), Maria herdou todas as terras da sua família, em Essex, tornando-se uma rica camponesa. A chegada da rainha Ana de Cleves levou sua primogênita, Catarina Carey, para a corte em 1540.
Os outros três permaneceriam com Maria e Stafford pelo tempo seguinte.
Maria morreu em 19 de julho de 1543.
Sua filha Ana também morreria por essa época, perto dos 10 anos de idade. Também aos 10 morreria Edward, em 1545.
Após a morte de Maria, William Stafford se casou com uma mulher chamada Dorothy, que acabaria por ser uma cortesã influente durante o reinado de Elizabeth I da Inglaterra. Henrique Carey também ganharia muitas honras nesse período, como conselheiro da rainha, sua prima. Sua irmã Catarina também teria relevância: fundaria uma importante dinastia Elizabethana (ou Isabelina), com seu marido Francisco Knollys.

## Descendência
Maria Bolena foi mãe de quatro filhos, sendo eles:
- Catarina Carey: Nascida em 1524, filha de Henrique VIII. Foi dama de honra das rainhas Ana de Cleves e Catarina Howard e importante figura no reinado de Isabel I, sua prima. Casou-se com Sir Francis Knollys e teve com ele 14 filhos: Lettice Knollys, Mary Knollys, Henry Knollys, Elizabeth Knollys, William Knollys, Edward Knollys, Sir Robert Knollys, Richard Knollys, Sir Thomas Knollys, Sir Francis Knollys, Anne Knollys, Catherine Knollys, Cecily Knollys e outro bebê, que morreu cedo e cujo sexo é desconhecido. Sua filha mais velha, Lettice, é ancestral de personalidades como Charles Darwin, Winston Churchill, Diana, Princesa de Gales, Isabel Bowes-Lyon e Sara, Duquesa de Iorque.
- Henrique Carey: Nascido em 4 de março de 1526, filho de Henrique VIII. Tornou-se principal conselheiro e cortesão na corte de sua prima Isabel I, que o fez Visconde Hunsdon. Casou-se com Anne Morgan, com quem teve 12 filhos: Sir George Carey, Sir John Carey, Henry Carey, Thomas Carey, Thomas Carey (recebeu o mesmo nome do irmão, morto na infância), William Carey, Sir Edmund Carey, Robert Carey, Katherine Carey, Philadelphia Carey, Margaret Carey. Também teve alguns filhos ilegítimos, incluindo Valentine Carey.
- Ana Stafford: Filha de Maria com William Stafford, nascida logo após ao casamento dos pais, cerca de 1533, provavelmente morreu na infância.
- Eduardo Stafford: Filho de Maria e Stafford, nasceu em 1535 e morreu 10 anos depois, em 1545.

## Títulos
Por toda sua vida, Maria recebeu diversos tratamentos. De seu nascimento a 1521 foi “Senhorita Bolena”, ainda que por certo tempo tenha sido conhecida como “A amante do rei”. Em 1521, o casamento com William Carey rendeu-lhe o tratamento de “Senhora Maria Carey” ou “Lady Carey”. Manter-se-ia assim até 1533; o enlace com Wlliam Stafford, tornou-a “Lady Maria Stafford”. Ela seria assim conhecida até sua morte, em 1543.

## Na cultura popular

### Ficção
- É personagem do filme "Ana dos Mil Dias" de 1969 e também do filme "Duas irmãs, um rei".
- Aparece em livros como "O diário Secreto de Ana Bolena" de Robin Maxwell; "Elizabeth" de Rosalind Miles; "A Rosa de Hever" de Maureen Peters; "The Lady in the Tower" de Jean Plaidy; "Mistress Anne" de Norah Lofts; "The Concubine" de Norah Lofts; "Anne Boleyn" de Evelyn Anthony, "Dear Heart, How Like You This" de Wendy J. Dunn; "Brief Gaudy Hour" de Margaret Campbell Barnes e "Doomed Queen Anne" de Carolyn Meyer.
- É personagem principal do livro The Other Boleyn Girl de Philippa Gregory, tradução de "The Other Boleyn Girl". O romance é uma espécie de diário de Maria. A história do livro inspirou uma série feita pela BBC em janeiro de 2003, em que Maria é vivida por Natascha McElhone. Foi também feito um filme, The Other Boleyn Girl, em que Scarlett Johansson a interpreta.
- Aparece na série The Tudors, onde é vivida por Perdita Weeks.

### Não-ficção
É personagem de livros de não-ficção, como "The Mistresses of Henry VIII" de Kelly Hart e "Mary Boleyn" de Josephine Wilkinson.